# Agrypon erectiusculum
Agrypon erectiusculum är en stekelart som beskrevs av Wang 1984. Agrypon erectiusculum ingår i släktet Agrypon och familjen brokparasitsteklar. Inga underarter finns listade i Catalogue of Life.